# Mer de Lazarev
La mer de Lazarev est une mer de l'océan Atlantique sud. Elle est située entre la mer de Weddell (à l'ouest) et la mer de Riiser Larsen (à l'est). Au sud, elle baigne la côte de la Terre de la Reine-Maud à l'est du continent antarctique. Elle est nommée d'après l'amiral et explorateur russe Mikhaïl Lazarev (1788-1851).